# عبد المحسن بن حمود الحلبي
أمين الدين عبد المحسن بن حمود التنوخي الحلبي (1174 - نوفمبر 1245) (570 - رجب 643) شاعر عربي ووزير. ولد في حلب ونشأ فيها وبدأ دراسة فيها. انتقل إلى دمشق طلبًا لعلم الحديث. ومنها انتقل إلى صرخد في حوران، وتقلّد فيها الوزارة لأبي المنصور عز الدين أيبك صاحب صرخد ونائب دمشق. ثم عاد إلى دمشق وفيها توفي عن عمر 71 عامًا. كان كاتبًا منشئًا وأديبًا شاعرًا وله ديوان ضاع معظمه.